# Seznam památných stromů v okrese Písek
Toto je seznam památných stromů v okrese Písek, v němž jsou uvedeny památné stromy na území okresu Písek.
| Název                                 | Obrázek                             | Umístění                                                 | Druh                          | Obvod [v cm] | Kód wikidata     | Galerie                                                                 | Poznámka |
| ------------------------------------- | ----------------------------------- | -------------------------------------------------------- | ----------------------------- | ------------ | ---------------- | ----------------------------------------------------------------------- | --- |
| Albrechtická lípa                     |                                     | Albrechtice nad Vltavou 49°15′20″ s. š., 14°18′50″ v. d. | lípa malolistá                | 657          | 102811 Q26787858 | Kategorie „Albrechtická lípa“ na Wikimedia Commons                      | U silnice před obcí ve směru od Neznášova |
| Blehovská lípa                        | Tilia cordata                       | Blehov 49°29′32″ s. š., 14°24′3″ v. d.                   | lípa malolistá                | 481          | 102825 Q26787871 | Kategorie „Blehovská lípa“ na Wikimedia Commons                         | Asi 200 m od posledních budov Blehova JV směrem u polní cesty |
| Borovanský dub                        |                                     | Borovany u Milevska 49°20′30″ s. š., 14°23′37″ v. d.     | dub                           | 0            | 105574 Q26790148 |                                                                         | Dub se nachází přímo v obci |
| Božetická lípa                        |                                     | Božetice 49°27′0″ s. š., 14°26′56″ v. d.                 | lípa velkolistá               | 431          | 102844 Q26787882 |                                                                         | Spodní patro koruny v minulosti odřezáno, jizva po blesku u čp. 30, ve středu obce |
| Branická lípa                         |                                     | Branice 49°24′11″ s. š., 14°20′33″ v. d.                 | lípa velkolistá               | 384          | 102821 Q26787867 |                                                                         | U kapličky ve středu obce, cca 200 m severně od železnice |
| Chrastinská lípa                      |                                     | Chrastiny 49°19′46″ s. š., 14°13′3″ v. d.                | lípa malolistá                | 640          | 102818 Q26787863 | Kategorie „Chrastinská lípa“ na Wikimedia Commons                       | V centru osady, v zahradě u domu |
| Lípa v Chyškách                       |                                     | Chyšky 49°31′18″ s. š., 14°25′36″ v. d.                  | lípa velkolistá               | 578          | 102820 Q26787866 | Kategorie „Lípa v Chyškách“ na Wikimedia Commons                        | Na zahradě u domu čp. 13, v jižní části obce |
| Jickovické lípy                       |                                     | Jickovice 49°26′59″ s. š., 14°12′38″ v. d.               | lípa malolistá (2)            | 0            | 105575 Q26779033 | Kategorie „Jickovické lípy“ na Wikimedia Commons                        | Dvě památné lípy rostou na okraji obce u kapličky |
| Jickovický habr – Varta               |                                     | Jickovice 49°26′43″ s. š., 14°11′55″ v. d.               | habr obecný                   | 205          | 102822 Q26787868 |                                                                         | V těsné blízkosti zdiva zřícené hospodářské budovy v lokalitě na Vartě za obcí Jickovice |
| Kučeřský jalovec                      |                                     | Kučeř 49°25′28″ s. š., 14°13′56″ v. d.                   | jalovec obecný                | 21           | 102837 Q26787877 |                                                                         | Kmen je rozdělen na 4 ramena (ty mají obvod 99 cm, 96 cm, 49 cm a 21cm; jalovec roste jihozápadně od Kučeře, cca 200 m (západně od hospodářských budov, příjezd – před přehradou vlevo do lesa a pak pěšky starou cestou zpět) |
| Dub u Květovské obory                 |                                     | Květov 49°24′20″ s. š., 14°17′42″ v. d.                  | dub letní                     | 532          | 102807 Q26787855 | Kategorie „Dub u Květovské obory“ na Wikimedia Commons                  | JV směrem cca 100 m od komunikace Rukáveč – Jetětice na lokalitě Kněžna u Květovské obory |
| Květovský buk                         |                                     | Květov 49°24′6″ s. š., 14°17′11″ v. d.                   | buk lesní                     | 389          | 102808 Q26787856 | Kategorie „Květovský buk“ na Wikimedia Commons                          | U křižovatky cest na Boubelku, Jetětice, Rukáveč |
| Květušská lípa I                      |                                     | Květuš 49°31′10″ s. š., 14°26′56″ v. d.                  | lípa velkolistá               | 458          | 102840 Q26787880 | Kategorie „Květušská lípa“ na Wikimedia Commons                         | Cca 15 m jihozápadně od požární zbrojnice na okraji obce |
| Dub u Klímů                           | Dub u Klímů                         | Lučkovice 49°26′36″ s. š., 13°59′57″ v. d.               | dub letní                     | 436          | 102814 Q26787860 | Kategorie „Dub u Klímů“ na Wikimedia Commons                            | OS (04/1999) na zahradě u Klímů vysazen ke zrušení roboty v roce 1848 |
| Dub u Vokatých                        | Dub u Vokatých                      | Lučkovice 49°26′34″ s. š., 13°59′57″ v. d.               | dub letní                     | 393          | 102813 Q26787859 | Kategorie „Dub u Vokatých“ na Wikimedia Commons                         | OS (04/1999) zahrada u Vokatých |
| Lučkovický dub †                      |                                     | Lučkovice                                                | dub letní                     | 350          | 102815           |                                                                         | Na zahradě vedle rekreační chalupy na okraji obce; status památného stromu zrušen k 29. prosinci 2009 |
| Dub u Osevy †                         |                                     | Milevsko                                                 | dub letní                     | 378          | 102810           |                                                                         | V areálu Osevy, u komunikace směrem na Petrovice; status památného stromu zrušen k 22. dubnu 2008 |
| Javor na Vinicích                     |                                     | Milevsko 49°27′40″ s. š., 14°22′1″ v. d.                 | javor mléč                    | 365          | 102823 Q26787869 | Kategorie „Javor na Vinicích“ na Wikimedia Commons                      | Vedle komunikace ke Kuřimci na jihozápadním okraji kamenolomu na Vinicích |
| Klášterní lípa                        |                                     | Milevsko 49°27′23″ s. š., 14°22′4″ v. d.                 | lípa velkolistá               | 429          | 102835 Q26787875 | Kategorie „Klášterní lípa (Milevsko)“ na Wikimedia Commons              | Na prvním nádvoří milevského kláštera, před budovou muzea |
| Lípa u hřbitova                       |                                     | Milevsko 49°27′28″ s. š., 14°22′6″ v. d.                 | lípa malolistá                | 540          | 102836 Q26787876 | Kategorie „Lípa u hřbitova“ na Wikimedia Commons                        | Na severním okraji areálu kláštera |
| Sádecký dub                           |                                     | Milevsko 49°27′34″ s. š., 14°21′47″ v. d.                | dub letní                     | 369          | 102809 Q26787857 | Kategorie „Sádecký dub“ na Wikimedia Commons                            | Na severním okraji města, u silnice směr Petrovice, cca 30 m od sjezdu ke kynologickému středisku, u milevských sádek |
| Dub na židovském hřbitově             | Židovský hřbitov s památným stromem | Mirotice 49°26′2″ s. š., 14°2′11″ v. d.                  | dub zimní                     | 340          | 102816 Q26787861 | Kategorie „Dub na židovském hřbitově (Mirotice)“ na Wikimedia Commons   | |
| Chlaponické lípy                      |                                     | Mladotice u Drhovle 49°20′12″ s. š., 14°4′39″ v. d.      | lípa malolistá (2)            | 0            | 102842 Q26779043 | Kategorie „Chlaponické lípy“ na Wikimedia Commons                       | Dvě památné lípy před kapličkou u restaurace (U slunce), u bývalé silnice na Písek. Jedna z lip již neexistuje (zlomený kmen).                                                                                                 |
| Dub v Myšenci                         |                                     | Myšenec 49°13′22″ s. š., 14°12′56″ v. d.                 | dub letní                     | 455          | 106468           |                                                                         | V intravilánu Myšence na pozemku parc. č. 460/2 |
| Jenišovická hrušeň                    |                                     | Něžovice 49°28′55″ s. š., 14°20′22″ v. d.                | hrušeň obecná                 | 253          | 102806 Q26787854 | Kategorie „Jenišovická hrušeň“ na Wikimedia Commons                     | V údolí u polní cesty z Jenišovic do Něžovic, cca 20 m od vodoteče do obce Přeborov |
| Jenišovický javor                     |                                     | Něžovice 49°28′24″ s. š., 14°20′17″ v. d.                | javor stříbrný                | 398          | 102803 Q26787852 | Kategorie „Jenišovický javor“ na Wikimedia Commons                      | 2,5 m od hrany tělesa silnice proti hornímu výjezdu z areálu skládky TKO Jenišovice |
| Duby v Palackého sadech               |                                     | Písek 49°18′36″ s. š., 14°8′54″ v. d.                    | dub letní (4)                 | 0            | 102832 Q26779039 | Kategorie „Duby v Palackého sadech“ na Wikimedia Commons                | Palackého sady u Schrenkova pavilonu; čtyři památné stromy |
| Jasan u Krombergerova pavilonu †      |                                     | Písek 49°18′29″ s. š., 14°9′4″ v. d.                     | jasan ztepilý                 | 290          | 102831 Q12024234 | Kategorie „Jasan u Krombergerova pavilonu (Písek)“ na Wikimedia Commons | U Krombergerova pavilonu v Komenského ulici za hlavní poštou. Z důvodu silně narušené stability stromu a špatného zdravotního stavu byla 14. ledna 2020 ochrana památného stromu zrušena.                                      |
| Dub na Zátahu                         |                                     | Protivín 49°11′41″ s. š., 14°13′10″ v. d.                | dub letní                     | 435          | 104359 Q26789253 | Kategorie „Dub na Zátahu“ na Wikimedia Commons                          | Lokalita zvaná Na zátahu u řeky Blanice |
| Dub v Dibří                           |                                     | Protivín 49°11′30″ s. š., 14°12′52″ v. d.                | dub letní                     | 426          | 106467           |                                                                         | Na okraji zahrádkářské osady Dibří v Protivíně |
| Dub v Dobrném                         |                                     | Protivín 49°11′38″ s. š., 14°13′15″ v. d.                | dub letní                     | 490          | 104370 Q26789260 | Kategorie „Dub v Dobrném“ na Wikimedia Commons                          | Lokalita zvaná V Dobrném u řeky Blanice |
| Platan javorolistý                    |                                     | Protivín 49°11′47″ s. š., 14°13′2″ v. d.                 | platan javorolistý            | 292          | 102817 Q26787862 | Kategorie „Platan javorolistý v Protivíně“ na Wikimedia Commons         | Na jižním okraji parčíku s pomníkem padlých vysazen v roce 1872 |
| Platanová alej u pivovaru v Protivíně |                                     | Protivín 49°12′14″ s. š., 14°12′59″ v. d.                | platan javorolistý (59)       | 0            | 102830 Q26790872 | Kategorie „Platanová alej u pivovaru v Protivíně“ na Wikimedia Commons  | Alej tvořená 59 stromy směřuje od pivovaru k silnici, výsadba z roku 1872 |
| Přílepovský dub                       |                                     | Přílepov 49°30′ s. š., 14°14′41″ v. d.                   | dub letní                     | 408          | 102819 Q26787865 |                                                                         | Strom roste na severozápadním okraji obce, v průčelí hospodářské budovy (poslední usedlosti obce) |
| Lípa u Putimské silnice               |                                     | Putim 49°16′17″ s. š., 14°7′37″ v. d.                    | lípa malolistá                | 450          | 102829 Q26787873 | Kategorie „Lípa u putimské silnice“ na Wikimedia Commons                | Vlevo od silnice z obce do Písku vedle kamenného a smírčího kříže |
| Putimská lípa †                       |                                     | Putim                                                    | lípa malolistá                | 475          | 102828           |                                                                         | U silnice před obcí vedle památného kříže; status památného stromu zrušen k 13. září 2009 |
| Jírovec maďal †                       |                                     | Radobytce                                                | jírovec maďal                 | 316          | 102812           |                                                                         | Památný strom roste na návsi |
| Ratibořský klen – Nálesí              |                                     | Ratiboř 49°32′18″ s. š., 14°23′16″ v. d.                 | javor klen                    | 369          | 102839 Q26787878 | Kategorie „Ratibořský klen“ na Wikimedia Commons                        | Strom roste na nádvoří čp. 1 v Nálesí, u hospodářské budovy a studny |
| Ratibořecká borovice                  |                                     | Ratibořec                                                | borovice lesní                | 0            |                  | Kategorie „Ratibořecká borovice“ na Wikimedia Commons                   | Soliterní strom roste v loukách mezi obcemi Porešín a Ratibořec |
| Rohozovská lípa                       |                                     | Rohozov 49°30′5″ s. š., 14°24′53″ v. d.                  | lípa velkolistá               | 498          | 102841 Q26787881 |                                                                         | Západně směrem od hospodářského stavení u čp. 3, poblíž komunikace na Chyšky |
| Semická lípa                          |                                     | Semice u Písku 49°17′35″ s. š., 14°11′19″ v. d.          | lípa velkolistá               | 480          | 102833 Q26787874 | Kategorie „Semická lípa“ na Wikimedia Commons                           | Na dvoře usedlosti čp. 35 u plotu zahrady |
| Karlovské duby                        |                                     | Smetanova Lhota 49°26′6″ s. š., 14°4′54″ v. d.           | dub letní (1) dub červený (1) | 0            | 102827 Q26779037 | Kategorie „Karlovské duby“ na Wikimedia Commons                         | Dva památné stromy v areálu zámeckého parku |
| Srlínská lípa                         |                                     | Srlín 49°22′30″ s. š., 14°26′59″ v. d.                   | lípa malolistá                | 404          | 102826 Q26787872 |                                                                         | U kapličky před bývalým pivovarem ve středu obce Srlín |
| 15 dubů na hrázi Dobevského rybníka   |                                     | Stará Dobev 49°17′17″ s. š., 14°4′1″ v. d.               | dub letní (15)                | 0            | 102843 Q26790854 | Kategorie „Památné duby u Dobevského rybníka“ na Wikimedia Commons      | Na hrázi Dobevského rybníka |
| Jilmy u "Kalvárie"                    |                                     | Staré Kestřany 49°15′50″ s. š., 14°4′34″ v. d.           | jilm horský (2)               | 0            | 102838 Q26779041 | Kategorie „Jilmy u Kalvárie (Kestřany)“ na Wikimedia Commons            | Dva památné jilmy na levém břehu Otavy u kaple na jižním okraji obce |
| Jinan u Strážovického zámku           |                                     | Strážovice u Mirotic 49°24′58″ s. š., 14°1′4″ v. d.      | jinan dvoulaločný             | 195          | 102801 Q26787851 | Kategorie „Jinan u Strážovického zámku“ na Wikimedia Commons            | V zámecké zahradě |
| Lípa u Strážovického zámku †          |                                     | Strážovice u Mirotic                                     | lípa malolistá                | 461          | 102834           |                                                                         | V zámecké zahradě; status památného stromu zrušen k 22. říjnu 2008 |
| Duby u Těšínova                       |                                     | Těšínov u Protivína 49°12′20″ s. š., 14°16′56″ v. d.     | dub letní (2)                 | 0            | 102802 Q26779044 | Kategorie „Duby u Těšínova“ na Wikimedia Commons                        | Lokalita je na okraji lesa |
| Lípy v Zahrádce                       |                                     | Zahrádka u Kovářova 49°29′31″ s. š., 14°14′5″ v. d.      | lípa malolistá (2)            | 0            | 102805 Q26779031 |                                                                         | Dvě památné lípy u kapličky jihovýchodně od obce směrem Zahrádka – Milevsko |
| Hrušeň v Zálší                        |                                     | Zálší u Sepekova 49°24′19″ s. š., 14°24′42″ v. d.        | hrušeň obecná                 | 355          | 102804 Q26787853 |                                                                         | Cca 300 m jižně od obce, na okraji cesty směrem do obce Jestřebice |
| Žebrákovská lípa                      |                                     | Žebrákov u Zahořan 49°31′51″ s. š., 14°13′22″ v. d.      | lípa malolistá                | 548          | 102824 Q26787870 |                                                                         | V blízkosti hranice zahrady u čp. 8, nad Žebrákovským potokem, za kapličkou vlevo průchodem mezi zahradami do kopce |